# Gerd Egger
Gerd Egger (ur. 8 października 1943 w Lindau) – niemiecki judoka. Olimpijczyk z Monachium 1972, gdzie zajął siódme miejsce wadze średniej.
Uczestnik mistrzostw świata w 1969 i 1971. Medalista różnych turniejów.

## Letnie Igrzyska Olimpijskie 1972
| Konkurencja | Rundy eliminacyjne     | Rundy eliminacyjne  | Repasaże              | Repasaże                | Klas. końcowa |
| Konkurencja | Przeciwnik I           | Przeciwnik II       | Przeciwnik I          | Przeciwnik II           | Miejsce       |
| ----------- | ---------------------- | ------------------- | --------------------- | ----------------------- | ------------- |
| 80 kg       | Luis Arredondo (MEX) Z | Brian Jacks (GBR) P | Simo Akrenius (FIN) Z | Jean-Paul Coche (FRA) P | 7.            |